# Elkader, Iowa
Elkader là một thành phố thuộc quận Clayton, tiểu bang Iowa, Hoa Kỳ. Năm 2010, dân số của thành phố này là 1273 người.

## Dân số
Dân số qua các năm:
- Năm 2000: 1465 người.
- Năm 2010: 1273 người.